# Il terminale uomo
Il terminale uomo (The Terminal Man) è un romanzo di fantascienza di Michael Crichton pubblicato nel 1972. Il libro si incentra sulle incognite del controllo della mente sugli esseri viventi.
Da esso è stato tratto un film, L'uomo terminale (The Terminal Man, 1974) per la regia di Mike Hodges.

## Trama
Harry Benson è un uomo che soffre di epilessia psicomotoria, che lo rende spesso violento e nocivo per le altre persone. Inoltre l'uomo, dopo aver commesso delle violenze durante i suoi scatti d'ira, subisce delle amnesie totali che cancellano ogni ricordo dei suoi atti. Benson è perciò il primo candidato per un'operazione chirurgica sperimentale che consiste nell'inserimento di un minicomputer provvisto di elettrodi nel cervello che, attraverso piccole scosse elettriche, sarebbe capace di controllare questi scatti violenti.
L'operazione, eseguita dai dottori Morris e Ellis, si svolge sotto il controllo della psichiatra Janet Ross, che ha seguito l'uomo nei suoi anni passati di cure. L'intervento chirurgico si rivela ottimamente eseguito e viene espressa la piena soddisfazione dei medici. Dopo due soli giorni dalla fine dell'operazione, Benson riesce però a sfuggire dall'ospedale e inizia a commettere una serie di crimini comandato involontariamente dallo stesso minicomputer impiantato nel suo cervello. Toccherà quindi alla psichiatra Ross e ai due dottori Morris e Ellis ritrovare Benson prima che la situazione diventi critica.